# Deiregyne velata
Deiregyne velata là một loài thực vật có hoa trong họ Lan. Loài này được (B.L.Rob. & Fernald) Garay mô tả khoa học đầu tiên năm 1980.